# Teresa Anes de Lima
Teresa Anes de Lima (em galego: Teresa Yáñez de Limia), A das Coxas Caentes (i.e. A das Coxas Quentes) (c.1200 - antes ou c.1275), foi uma rica-dona proveniente da zona da Galécia, junto ao rio Lima, e que graças ao seu casamento se tornou senhora de uma das famílias nobres mais influentes de Portugal, a Casa de Sousa.

## Vida
Teresa era filha do rico-homem D. João Fernandes de Lima, e da sua esposa, D. Maria Pais Ribeira. Desta forma pertencia à Casa galega de Lima, mas mantinha uma ligação a Portugal através de sua mãe, que era portuguesa e ainda amante de Sancho I de Portugal. 
Sabe-se que, em 1226, confirmou uma doação feita pela mãe aos patrocinadores da construção da igreja de Vila do Conde e do paço contíguo. Terá sido por esta altura que terá desposado Mem Garcia de Sousa, membro da talvez mais influente família nobre medieval portuguesa.
Sendo o seu marido filho de um filho segundo, não se esperava de si destaque dentro da família, mas a morte prematura do herdeiro da Chefia da Casa, Mendo Gonçalves II de Sousa, com uma filha somente, fez com que a sucessão se transferisse para a linhagem de Garcia Mendes, seu sogro. E assim após a morte de Gonçalo Mendes II de Sousa, em 1243, é Mem, o seu esposo, quem assume a chefia da casa.
Em 1257, perdeu alguns bens da sua mãe, que supostamente usurpara à meia-irmã, Constança Sanches, e seus sobrinhos, mas em 1269, juntamente com a sua irmã Maria Anes de Lima, foi uma das beneficiadas no testamento daquela, na qual teria recebido um marco de prata.

## Casamento e descendência
Teresa casou com Mem Garcia de Sousa, filho de Garcia Mendes II de Sousa e Elvira Gonçalves de Toronho (1180 - 16 de Janeiro de 1245), filha de Gonçalo Pais de Toronho (1150 -?) e Ximena Pais da Maia. 
Deste casamento resultou a seguinte descendência:
1. Gonçalo Mendes III de Sousa (? - 1286).
2. João Mendes de Sousa.
3. Maria Mendes II de Sousa (1230 -?) casou com Lourenço Soares de Valadares.
4. Constança Mendes de Sousa (1245 - Santarém, 1298) casou em 1271 com D. Pedro Anes de Portel (1246 - 1311).
5. Teresa Mendes de Sousa (1220 - 1292) que apesar de ser freira no Mosteiro do Lorvão teve um filho com Pedro Afonso Ribeiro, filho de Afonso Pires Ribeiro (1225 - 1289), Senhor de Parada e de Maria Raimundo Viegas de Sequeira.